# 1119

## أحداث
- 26 يونيو - معركة ساحة الدم: إلغازي حاكم حلب يهزم جيشا صليبيا قادما من إمارة أنطاكية.

## وفيات
- أبو الوفاء علي بن عقيل
- ابن النحوي
- قاضي القضاة أبو الحسن الدامغاني، وهو فقيه ومحدث بغدادي.